# Pseudotrochalus niger
Pseudotrochalus niger är en skalbaggsart som beskrevs av Brenske 1903. Pseudotrochalus niger ingår i släktet Pseudotrochalus och familjen Melolonthidae. Inga underarter finns listade i Catalogue of Life.